# Iara (gmina)
Iara – gmina w Rumunii, w okręgu Kluż. Obejmuje miejscowości Agriș, Borzești, Buru, Cacova Ierii, Făgetu Ierii, Iara, Lungești, Mașca, Măgura Ierii, Ocolișel, Surduc, Valea Agrișului i Valea Vadului. W 2011 roku liczyła 3889 mieszkańców.